# Chiesa di San Lorenzo Martire (Antrona Schieranco)
La chiesa di San Lorenzo Martire è la parrocchiale di Antronapiana, frazione-capoluogo del comune sparso di Antrona Schieranco, in provincia del Verbano-Cusio-Ossola e diocesi di Novara; fa parte dell'unità pastorale di Villadossola.

## Storia
La precedente chiesetta del borgo, sorta nel XIII secolo, fu distrutta il 27 luglio 1642 dalla frana che andò poi ad ostruire la valle, formando così il lago di Antrona.
Gli antronesi incaricarono quindi il capomastro Bartolomeo Tami di redigere il disegno della nuova parrocchiale; la chiesa fu realizzata tra il 1653 e il 1685 rifacendo l'antico oratorio di San Rocco. Nel frattempo, era stato edificato il campanile, eretto tra il 1656 e il 1660.

## Descrizione

### Esterno
La facciata a salienti della chiesa, rivolta a ponente e anticipata dal protiro, le cui colonne sorreggono degli archi a tutto sesto, presenta al centro il portale maggiore architravato e una serliana, mentre le ali laterali sono caratterizzate dagli ingressi secondari.
Annesso alla parrocchiale è il campanile a base quadrata, la cui cella presenta una monofora su ogni lato ed è coperta dalla guglia.

### Interno
L'interno dell'edificio si compone di tre navate; qui sono conservate diverse opere di pregio, tra le quali il barocco ciborio dell'altare maggiore, ultimato nel 1686, il pulpito, costruito tra il 1720 e il 1721, e dipinti eseguiti da Bernardino Peretti.